# Keserü Katalin
Keserü Katalin (Pécs, 1946. október 4. – ) Széchenyi-díjas művészettörténész, az ELTE Művészettörténeti Tanszékének professor emeritusa (2013), a Magyar Művészeti Akadémia tagja (2011). Nővére Keserü Ilona festőművész.

## Életpályája
1964-ben érettségizett a Lőwey Gimnáziumban, szülővárosában. 1966–1972 között az Eötvös Loránd Tudományegyetem Bölcsészettudományi Karának hallgatója volt, latin–magyar–művészettörténet szakon. A diploma megszerzése után az Eötvös Loránd Tudományegyetem alkalmazásába került. A Műcsarnok igazgatójaként dolgozott 1992 november és 1995 január között, 2000-2006 között az Ernst Múzeum igazgatója volt. 1995-től egyetemi docens lett az ELTE-n. 2013-ban megkapta a professor emeritus címet.
Kutatóként a Magyar Tudományos Akadémia 19. századi Művelődéstörténeti Bizottságának és az az MTA Művészettörténeti Kutatócsoportjában dolgozik. és a Magyar Nemzeti Galéria, valamint az az Eötvös Loránd Tudományegyetem Művészettörténet Tanszékének munkájában vesz részt. Hazai és nemzetközi konferenciákat szervez, előadásokat tart, 1977-től kezdve rendez kortárs kiállításokat.
Kutatási területe a 19-20. századi egyetemes és magyar művészet- és építészettörténet, valamint ezek forrásai és módszerei, tudománytörténete, elmélete, muzeológiája, különös tekintettel a 19-20. század fordulójának művészetére.

## Könyvek, katalógusok
- 1977 Körösfői-Kriesch Aladár, Corvina
- 1982 Rippl-Rónai József, Budapest
- 1983 József Rippl-Rónai, Berlin, Henschelverlag
- 1984 Orlai Petrics Soma, Képzőművészeti Kiadó, Budapest
- 1987 Gödöllői művésztelep [Gellér Katalinnal], Budapest
- 1989 Kígyós, Pécs, Pannónia Könyvek
- 1993 Variációk a Pop Artra, Budapest, Variations on Pop Art, Ernst Múzeum, Budapest
- 1994 Nyolcvanas évek – képzőművészet, Ernst Múzeum, Budapest (magyar-angol)
- 1998 Emlékezés a kortárs művészetben, Budapest
- 1999 Ember – természet – művészet, Nádasdladány, Nádasdy Alapítvány (magyar-angol)
- 2001 Amrita Sher-Gil, Ernst Múzeum, (magyar, angol, francia)
- 2003 Painted Dreams. Tales, Visions, Dreams in Hungarian Art 1903-1918, Hungarian Cultural Centre, London
- 2005 Sogni dipinti. Favola, visione e sogno nell’arte ungherese 1890-1920, Ernst Múzeum, Budapest
- 2007 Amrita Sher-Gil, Kelet kiadó, (magyar, angol, francia), ISBN 9789638762504
- 2007 Toroczkai Wigand Ede, Budapest
- 2007 Stefanovits. Budapest, magánkiadás
- 2007 A századforduló, Budapest
- 2008 Toroczkai Wigand Ede (1869-1945) építész, iparművész kiállítása. Katalógus (kétnyelvű), Gödöllői Városi Múzeum
- 2009 Várnagy Ildikó (magyar-angol). Várnagy Ildikó, Budapest
- 2010 Lantos (magyar-angol), Pécs
- 2011 Els grans mestres del modernisme europeu – Los grandes maestros del modernismo europeo – Great Masters of European Art Nouveau, Budapest
- 2013: Keserü Katalin–Tumbász András: A váci Karolina-kápolna és Körösfői-Kriesch Aladár; Arcus, Verőce
- 2013: Amrita Sher-Gil és Magyarország. Balatonfüred, Vaszary Villa, 2013. július 16–2013. szeptember 1.; katalógus szerk. Keserű Katalin; Balatonfüred Kulturális Nonprofit Kft., Balatonfüred
- 2014: Hegedűs 2 László: 2kettő. Képpraxisok. Műcsarnok, 2014. december 13–2015. február 1.; szerk. Készman József, szöv. Keserű Katalin, Hegedűs 2 László; Műcsarnok, Bp.
- 2016: Felfedező utak - Szecessziós épületornamentika a vidéki Magyarországon, Holnap Kiadó

## Konferenciák
- 1992. Csontváry – In memoriam Németh Lajos, Eötvös Loránd Tudományegyetem, Budapest,
- 1993. Szimpózium a pop-artról, Ernst Múzeum, Budapest,
- 1994. ICOM ICEE éves nemzetközi konferencia,
- 1996. Találkozások Közép-Európában, MAOE,
- 1997. Építészet, Természet, Művészet, Nádasdy Akadémia,
- 1998. Találkozások Közép-Európában I., Eötvös Loránd Tudományegyetem, Budapest,
- 2000. Városok és műhelyek a századfordulón., Építéstudományi Egyesület,

## Díjak, kitüntetések
- 1981. Gödöllő városáért érdemérem,
- 1983. MKM Kiadói Főigazgatósága nívódíja,
- 1984. British Academy angliai ösztöndíja,
- 1989. Pasteiner-emlékérem,[1]
- 1990. Munkácsy Mihály-díj,[1]
- 1991. OÖT indiai ösztöndíja,
- 1992. Ferenczy-díj,[1]
- 1994. A Goethe Intézet németországi ösztöndíja,
- 1997. A Magyar Alkotóművészek Országos Egyesülete (MAOE) Alkotói díja,
- 1999. A Magyar Köztársasági Érdemrend tisztikeresztje,[1]
- 2000. Charles Simonyi kutatói ösztöndíj,
- 2007. Széchenyi-díj,
- 2010. Prima díj.